# 小行星20256
小行星20256（20256 Adolfneckař）是一颗绕太阳运转的小行星，为主小行星带小行星。该小行星于1998年3月23日发现。

## 轨道参数
小行星20256的轨道半长轴为2.3583598 UA，离心率为0.194。